# Доротея Острельская
Доротея Острельская (Dorothea Ostrelska; ум. 1577), также известная как Досечка, Доска и Dvärginnan Dorothea («Доротея-карлица»), была польской придворной карлицей на службе у королевы Швеции Катерины Ягеллонки.

## Жизнь
Доротея Острельская, вероятно, служила Катерине в Польше до замужества, возможно, с детства Катерины. У сестры Катерины, Софии, также была карлица в качестве личной служанки: Агнешка, чье положение отражало положение Доротеи.
Она принадлежала к польской свите, сопровождавшей Катерину из Польши в Финляндию после её свадьбы с герцогом Юханом в 1562 году. Она была одной из шестнадцати женщин и одной из четырех карликов — Мачека, Семионека (мужчины) и Баска, — сопровождавших Катерину, но, очевидно, она занимала весьма привилегированное положение.
Когда Катерина и Иоанн были заключены в тюрьму в замке Грипсхольм в Швеции в 1563 году, Катерина не могла содержать своё хозяйство, состоявшие из поляков, итальянцев и немцев, но Доротея Острельская, а также еще один придворный карлик принадлежала к числу тех, на содержание которых она получила разрешения от шведского короля Эрика XIV. Известно, что в течение четырехлетнего плена Доротея была рядом с Катериной, когда она гуляла по садам, потому что ей разрешили покинуть замок и посетить источник, она родила в тюрьме.
Она поддерживала переписку с сестрой Катерины, Софией Ягеллонки, герцогиней Брауншвейг-Люнебургской, и оставила несколько сочинений, которые служат источником информации о современной Швеции. Ее переписка описывает современную политическую ситуацию в Швеции и дает представление о ее собственном влиятельном положении в качестве привилегированного доверенного лица. Одним из примеров является информация о том, что Карин Монсдоттер до замужества занималась рыночной торговлей. После женитьбы Эрика XIV на Карин Монсдоттер в 1567 году она писала Софии:
«Безумие, охватившее его, является следствием его злых дел. Он и раньше был несколько не в себе, а теперь совершенно так, из-за жены. Ваше Высочество, должно быть, слышали, что этот Лорд прислал весточку для многих, чтобы посмотреть, не сможет ли кто-нибудь угодить ему. Но он придирался ко всем; один слишком бледный, один слишком худой, третий слишком белый, четвертый слишком черный, никто не был достаточно хорош. И, наконец, он выбрал для себя кого-то из своего государства, который ранее занимался рыночной торговлей […] Он еще не короновал её, так как не знает, где найти корону, но она у него в покоях…»
Однако ее слова о том, что Карин занимается рыночной торговлей, возможно, не имели литературного значения, а скорее были ее способом проиллюстрировать, что Карин была простолюдинкой.
Доротея заняла важное положение, когда Екатерина стала королевой после восшествия на престол Иоанна III в 1568 году. Она была фавориткой и наперсницей Катерины, и ей приписывали некоторое политическое влияние. Очевидно, она действовала как информатор королевы. Ее привилегированное положение также проявляется в большой заботе, привилегиях и беспокойстве, которую королева проявляла к ней, когда Острельская однажды заболела. Когда заключенному Эрику XIV почти удалось выбить окно в своей камере, именно Доротея Острельская раскрыла его попытку побега и велела установить решетки в камере и уменьшить размеры окон.
Доротея Острельская состояла на службе у королевы до 1577 года, дата смерти неизвестна.